# Halodule pinifolia
Halodule pinifolia là một loài thực vật có hoa trong họ Cymodoceaceae. Loài này được (Miki) Hartog mô tả khoa học đầu tiên năm 1964.